# Караваева, Ирина Владимировна
Ирина Владимировна Караваева (род. 18 мая 1975, Краснодар, СССР) — российская спортсменка, первая олимпийская чемпионка по прыжкам на батуте, Заслуженный мастер спорта России (1996), судья международной категории, председатель Олимпийского совета Краснодарского края.

## Биография
С 1983 года Ирина занимается спортом. Сначала это была акробатика. В 14 лет Ирина предпочла прыжки на батуте. Тренировалась под руководством тренерской бригады Виталия Федоровича Дубко.
Впервые прыжки на батуте были представлены на Олимпийских играх 2000 в Сиднее. Именно тогда Ирина завоевала золотую олимпийскую медаль. Таким образом, она стала первой Олимпийской Чемпионкой в прыжках на батуте.
Ирина Караваева — многократная Чемпионка Мира и Европы, как в индивидуальных упражнениях, так и в синхронных прыжках. Более двух десятков раз Ирина побеждала на Этапах Кубка Мира по прыжкам на батуте.
До недавнего времени она являлась обладательницей мирового рекорда сложности прыжков — три тройных сальто в течение выступления. До неё такую комбинацию не выполняла ни одна женщина. Идеальное выполнение этих прыжков (максимально плотная группировка, постановка тела на винтовых вращениях) позволяло ей обыгрывать самых опытных соперниц при любых условиях. Лишь в 2011 г. на чемпионате Канады Розанна Макленнан исполнила в своей комбинации четыре тройных сальто и установила новый мировой рекорд.
Выступала за ФСО профсоюзов "Россия" и СК Министерства обороны РФ (ЦСКА).

## Российские и региональные награды
Награждена медалью ордена «За заслуги перед Отечеством» II степени (2000) и медалью «За выдающийся вклад в развитие Кубани» I степени (2000), грамотой Президента РФ, Герой Труда Кубани (2019)

## Иные награды
Ирина Караваева удостоена награды International Fair Play award (За приверженность принципам честной игры), которую она получила из рук президента Международного Олимпийского комитета. Награду получила за то, что исправила судейскую ошибку на Чемпионате Мира, который проходил в Дании в 2001 году. Тогда судьи присудили победу Ирине, хотя объективно Караваеву опередила немецкая спортсменка Анна Догонадзе. Чуть позже после турнира Ирина передала золотую медаль Догонадзе.